# 天線袋口結

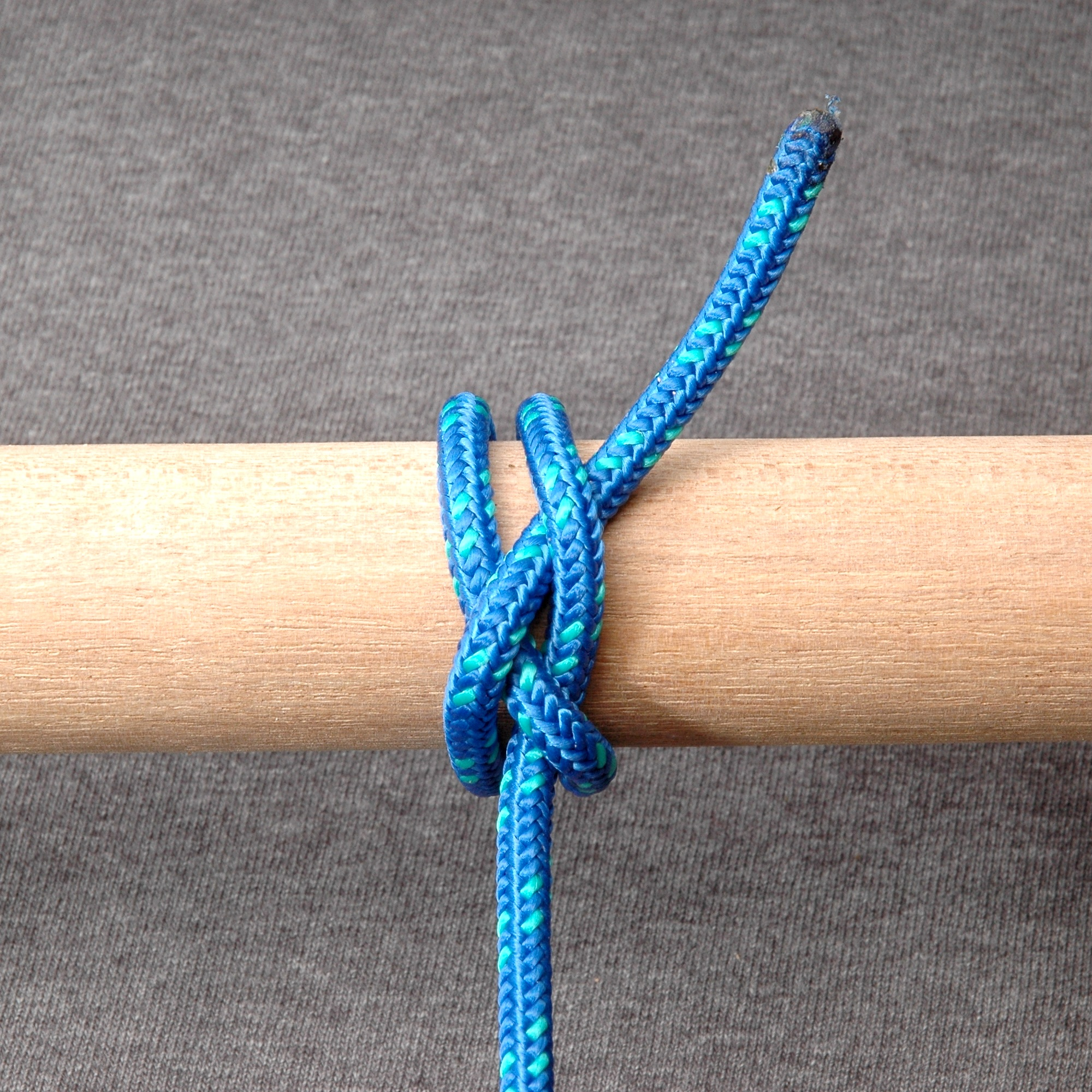
天线袋口结

天线袋口结（Ground-line hitch 或 Picket line hitch）是属於绑扎类绳结 （Binding knots）的一种，由袋口结（Miller's knot）演变出来的一种绳结，用以抓紧物件，如能正确地结此绳结，此结将会比双半结 (Two half hitches) 更为稳妥及简单而不易於松脱。可用以负重（任何形状的物件），也可作不同用途，例如把糖果袋口抓紧。

## 选择绳子
- 绳粗：由於绳结愈系愈紧的原理在於端受力时把绳尾紧压，故此使用不合粗幼的绳子容易令绳结不够稳固，故要於绳子最高负重力 （Max Breaking Load）及绳结於物件上时的稳固程度上作出取舍和平行。
- 类型：一般用以结绳结的绳子有麻绳子、绵绳、尼龙绳、骨绳，骨绳是较为可靠的其中一种，市面上一些攀山用品公司圴有售买爬山专用的骨绳，粗幼度由毫米到十几毫米也有。而且有国际认证（CE/ UIAA），性能十分可靠。
- 要增加绳结抓紧物件的力量，可於系绳前在被系物上放些填充物，但以经验所得，一种名为self-bonding electrical tape 的绝缘物料十分适用。
- 保养：没有任何一种绳子能永久使用，故无论绳子或绳结都要定期作出检查，以确保其可靠性。

## 步骤

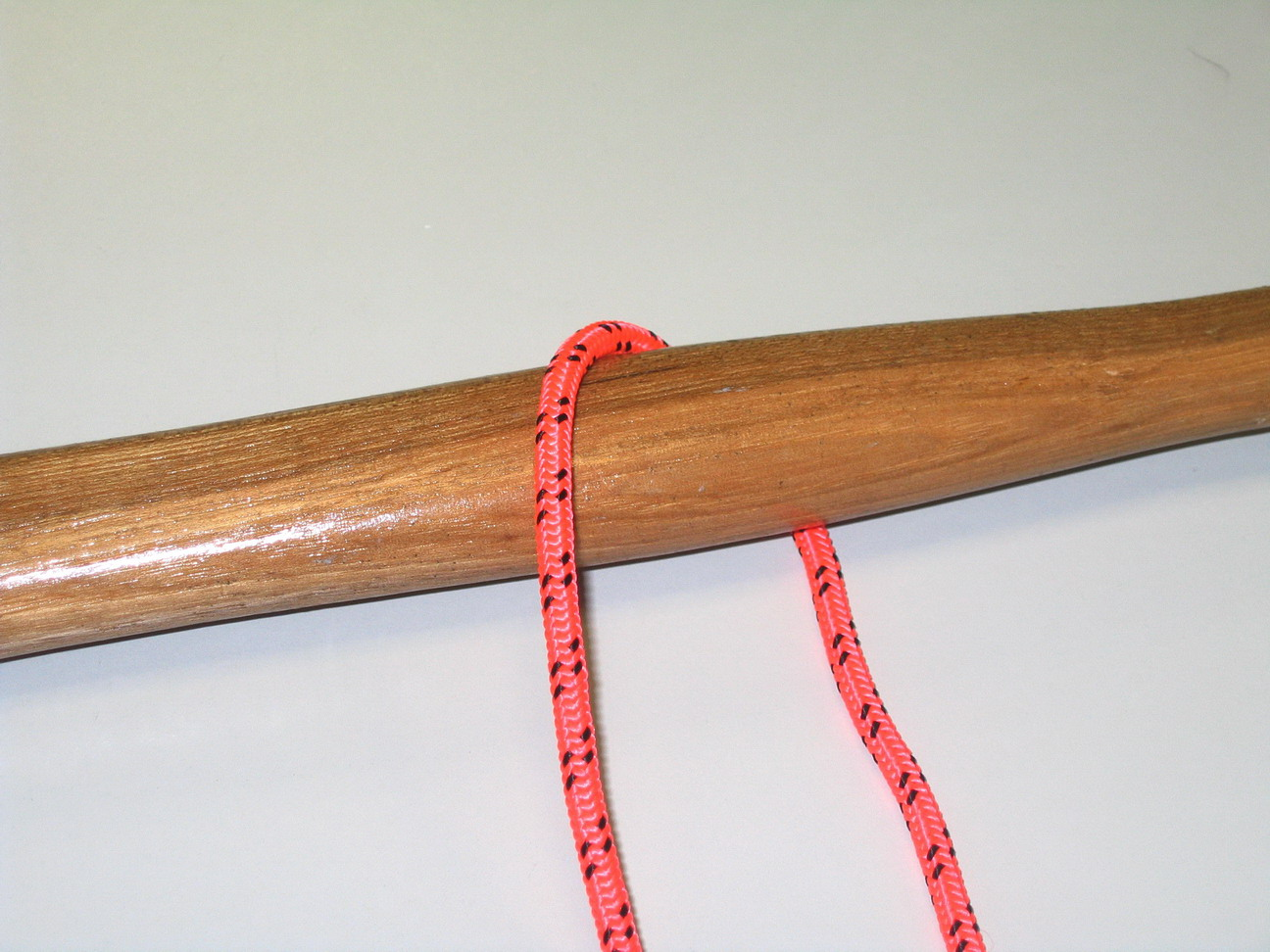
将绳子绕过被系物一周，拿着绳尾
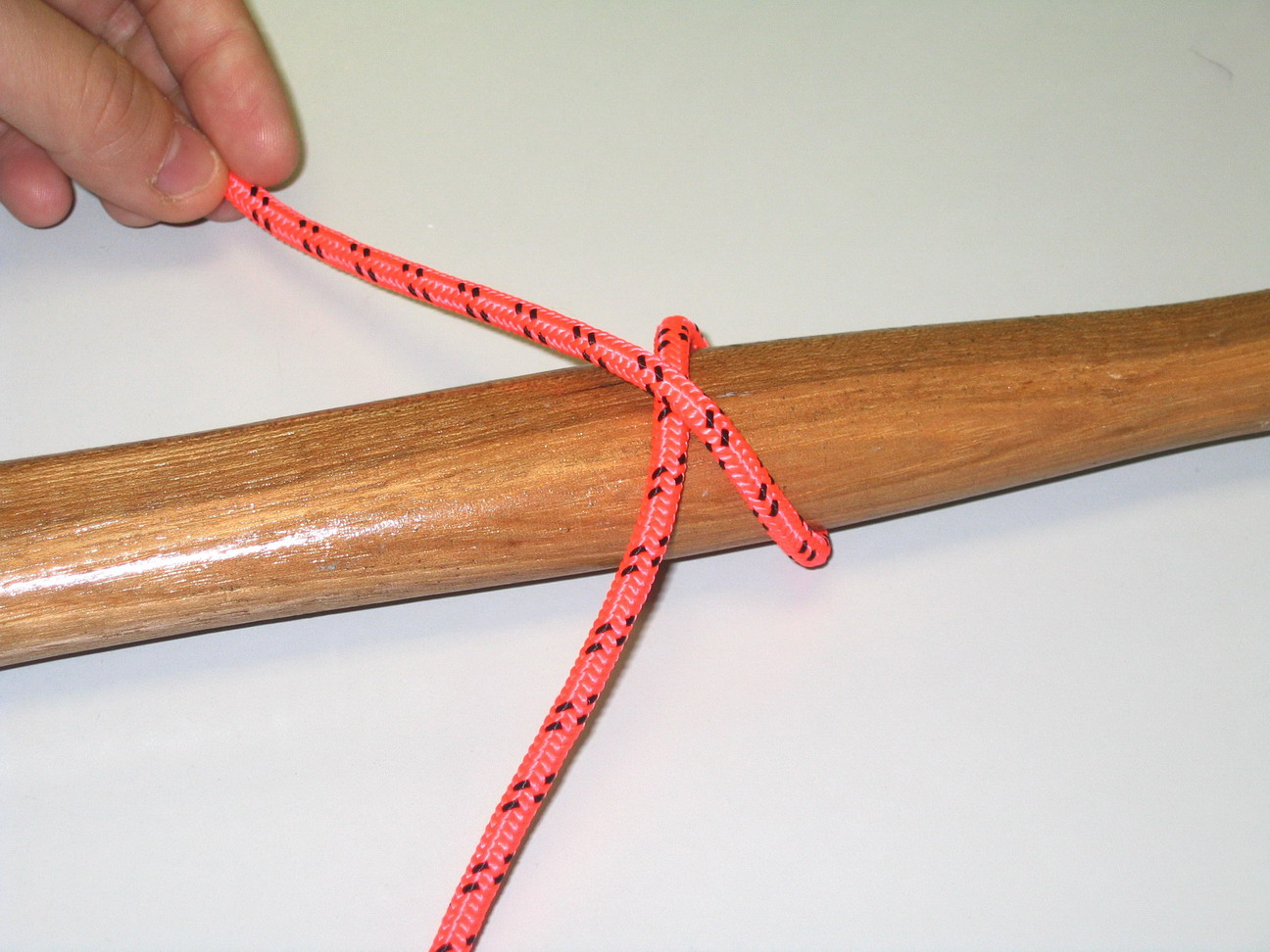
把绳放於被系物後面
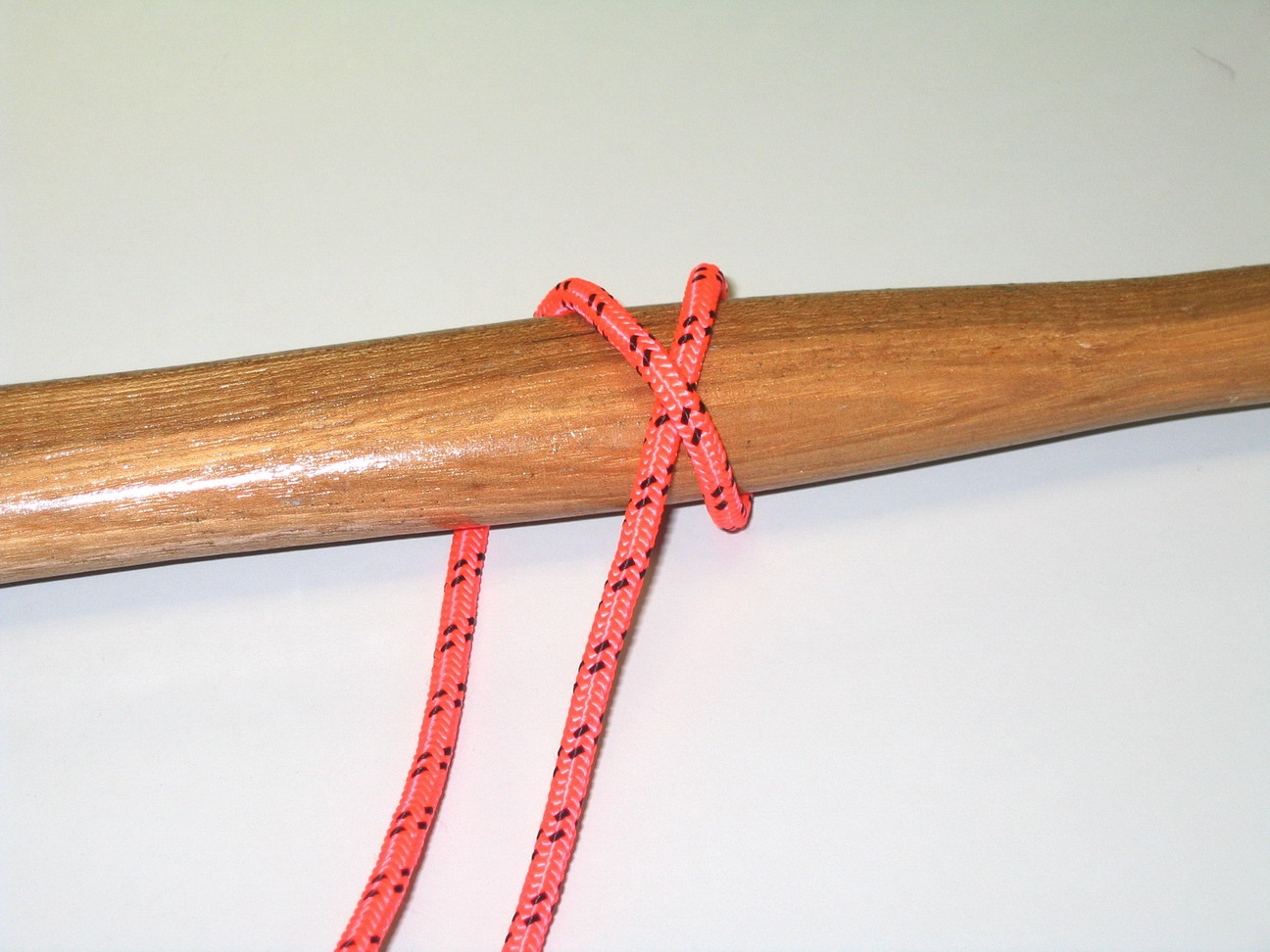
经过绳底，用力收紧
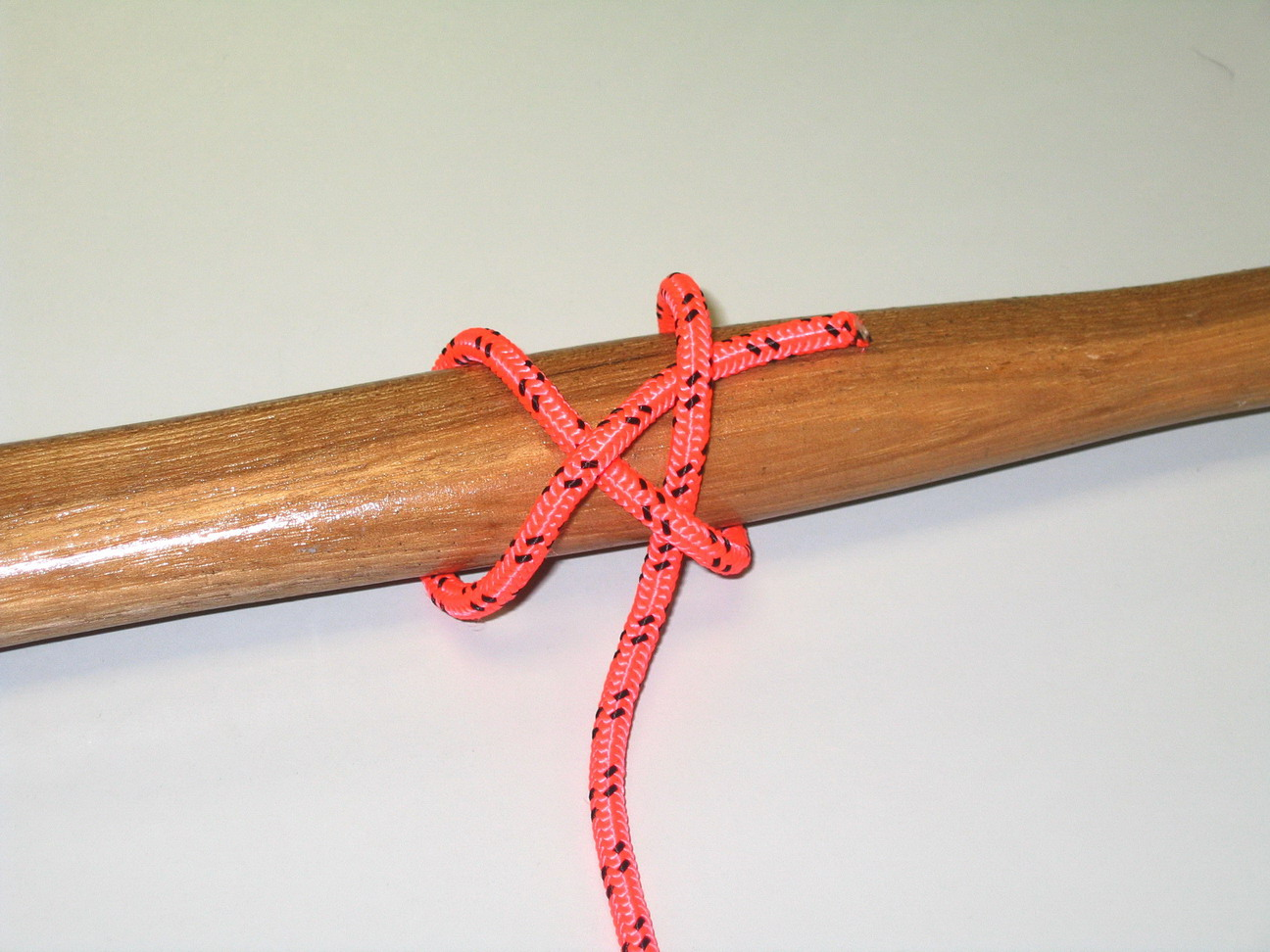
紧记能负重之绳端位於图的正下方

## 注意事项

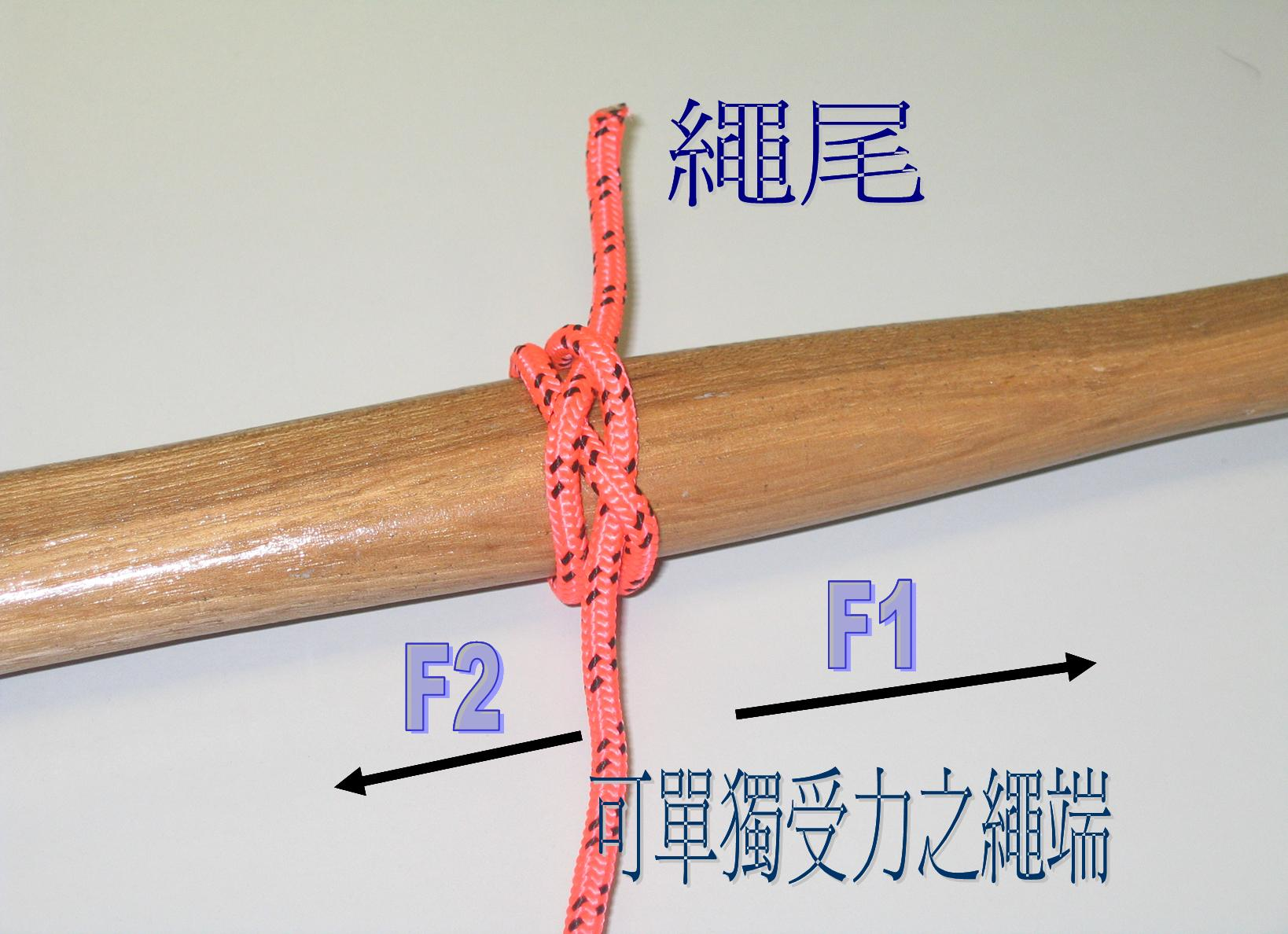
只有一绳端可以单独受力

- 最好以双半结（Two half hitches）作收绳尾之用
- 只有一绳端可以单独受力
- 单独令绳尾（Fixed end）受力会令绳结松脱
- 当作用力与被系之物件平行时，注意受力之方向，使绳结的能量发挥到最大

## 好处
- 比双绳结更简单和更稳妥
- 只需绳的一端受力而双套结则需要绳的两端同时受力才能稳妥
- 不会因为没有力作用在绳结上而令绳结自行松脱
- 当有力作用在绳结上，会使绳结愈系愈紧
- 可应用於不同柱形物件上，甚至作用力与柱形物件平行的处境亦可